# (231937) 2001 FO32
(231937) 2001 FO32 はアポロ群に分類されている地球近傍小惑星で、潜在的に危険な小惑星（PHA）の一つとしても知られている。2001年3月23日にアメリカ・ニューメキシコ州のソコロで観測を行っていたリンカーン地球近傍小惑星探査（LINEAR）プロジェクトによって発見された。2021年3月21日16時3分（協定世界時による時刻、日本標準時では翌22日1時3分）に地球から約 0.0135 au（約 202万 km、月軌道までの距離の約5.25倍）の距離を通過した。2021年に月軌道から10倍以内の範囲に接近する小惑星の中では最も直径が大きく、これまで知られている小惑星の中でも特に速く移動する小惑星の一つとされている。
約20年に及ぶ観測弧（英語: Observation arc）から、2196年までの2001 FO32の軌道は精度良く求められている。

## 発見
2001 FO32は、2001年3月21日にアメリカ・ニューメキシコ州のソコロにある Lincoln Laboratory's Experimental Test Site にて観測を行っていたリンカーン地球近傍小惑星探査（LINEAR）プロジェクトによって発見された。発見当時、2001 FO32はうみへび座の方向にあり、見かけの等級は15.6等級だった。発見後まもなく、4ヶ所の観測施設での追加観測が2003年3月24日に小惑星センター（MPC）が小惑星を確認するまでに行われた。この確認により、2001 FO32という仮符号が与えられ、同時に潜在的に危険な小惑星へと分類された。

## 軌道と分類
2001 FO32は地球近傍小惑星の中でも、1 au以上の軌道長半径を持つグループであるアポロ群に分類される小惑星である。軌道長半径は約 1.7 au で、近日点では太陽から約 0.3 au まで接近し、遠日点では約 3.1 au まで遠ざかる細長い楕円軌道を約2.2年かけて公転している。黄道面からの軌道傾斜角は約39度となっている。極端な楕円軌道のため、軌道離心率は約0.83と高くなっており、内太陽系にある4つの惑星全ての軌道を横断する。

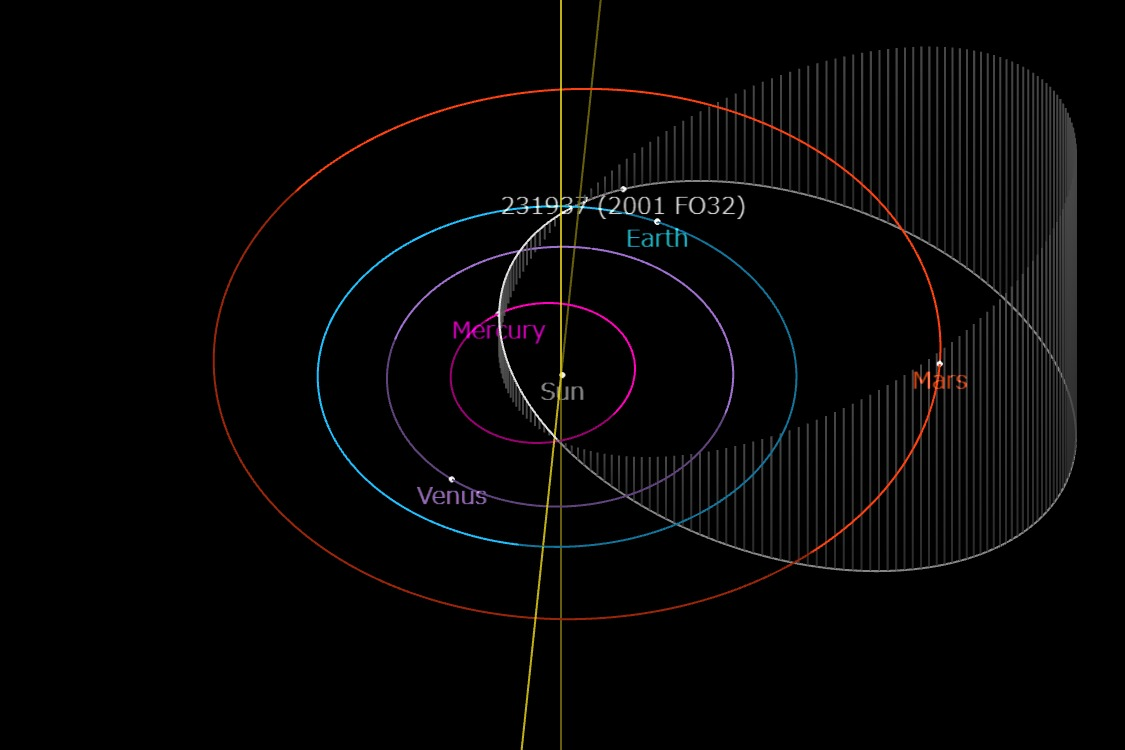
の軌道

観測弧が約20年と長いことから、2001 FO32の軌道は精度良く求められており、ジェット推進研究所は2001 FO32の「condition code」を最低ランクの「0」としており、小惑星センターも「2」という低い水準で評価している。直径が比較的大きく、かつ地球との最小交差距離（Earth MOID）が約 0.00375 au（約 56万 km、月軌道までの距離の約1.46倍）と近いことから潜在的に危険な小惑星に分類されているが、すくなくとも2196年までは、地球から 0.01 au（約 150万 km、月軌道までの距離の約3.9倍）以内の範囲に接近することはない。軌道が地球に対して潜在的に危険なのは数千年の時間スケールでのみとされる。

### 地球への接近
非常に細長い楕円軌道を描いているため、2001 FO32は内太陽系の惑星、特に水星、金星、地球に対して幾度も接近している。水星と金星に対する最小交差距離は、それぞれ約 0.036 au（約 540万 km）と約 0.075 au（約 1120万 km）となっている。
2021年3月21日16時3分（協定世界時による時刻、日本標準時では翌22日1時3分）、2001 FO32は地球から約 0.0135 au（約 202万 km、月軌道の約5.25倍）の距離まで接近した。最接近するまでの数日間は、2001 FO32の見かけの明るさがどんどん明るくなり、同日2時0分（協定世界時、日本標準時では同日11時0分）には11.7等級まで増光し、肉眼で観測するには暗すぎる明るさだが、口径 20 cm 以上の望遠鏡があれば地上からの観測が可能となる明るさになった。離心率が大きく、黄道面に対して傾いた軌道のため、地球接近時の地球に対する相対速度は 34.4 km/s に達し、これは現在知られている小惑星の中でも最も速いものの一つである。2001 FO32が地球に最接近するまでの太陽からの離角は約64度で、地球から観測するには太陽に近すぎるとされている。
今後100年間の間に、2001 FO32が2021年3月21日の接近時よりも地球に近づくことはないが、2052年3月22日18時57±3分（協定世界時）に地球から約0.0189 au（約283万 km）と、2021年と同等の距離にまで接近すると予想されている。

## 物理的特徴
2001 FO32の大きさは当初、光学測定による解析から1 km 程度であると推定されていたが、赤外線観測衛星のNEOWISEによる観測で実際には1 km未満である可能性が高まり、現在ではその大きさは 550 m に下方修正されている。2018年にNASA赤外線望遠鏡施設で行われた近赤外線での観測から得られたスペクトルデータから、2001 FO32はSr型小惑星に分類されることが示唆されている。
アメリカ航空宇宙局（NASA）は、2021年の地球への接近で2001 FO32の正確な大きさやアルベド、大まかな組成について調べる機会であるとしており、NASA赤外線望遠鏡施設での観測やディープスペースネットワークを用いたレーダー観測等が行われた。2021年2月15日から行われたラ・シヤ天文台でのレーダー観測から、2001 FO32の自転周期は 39.89 ± 0.05 時間であると求められた。